# Biblijski kanon
Biblijski kanon je autentični popis priznatih svetih knjiga židovske i kršćanske zajednice. Za židovske i protestantske zajednice kanon se sastoji od 39 svetih knjiga. Za rimokatoličku zajednicu kanon Starog zavjeta sastoji se od 46 knjiga.

## Druge vjere
Osim u kršćanstvu i judaizmu, kanon može označavati službeni popis temeljnih vjerskih tekstova i u drugim vjerama, poput budizma i brahmanizma.